# H.NAOTO
Naoto Hirooka, beter bekend als h.NAOTO (1977) is een Japans avant-garde modeontwerper. De stijl van zijn kleding en accessoires worden geclassificeerd als punk en lolita. Zijn label wordt gezien als een van de meest zichtbare en succesvolle merken die zich richt op deze stijlen.

## Biografie
Hirooka studeerde aan de Bunka Hogeschool voor Mode te Tokio. In 1999 werd hij deel van S-inc.. In de lente/zomer van 2000 lanceerde hij zijn eigen merk: h.NAOTO.
h.NAOTO ontwierp het kleed dat Amy Lee van Evanescence droeg op de 2004 Grammy Awards. Hij ontwierp ook kleding voor de bands Ayabie, Psycho le Cému (voor de promotionele video van Prism), Gackt, S.K.I.N., Marbell en Hangry & Angry.